# Religião em The Simpsons
A religião é um dos temas principais na série de televisão norte-americana The Simpsons. O criador da série, que redige seus episódios, Matt Groening é agnóstico, e em grande parte do humor da série satiriza aspectos religiosos do cristianismo  e das religiões em geral, com a excepção do Islão. No entanto, alguns episódios, como "Bart Sells His Soul" e "Alone Again, Natura-Diddily", podem ser interpretados como tendo um tema espiritual. 
A série foi elogiada mas também criticada por ateus, agnósticos, liberais, conservadores e religiosos em geral por sua representação da fé e religião na sociedade. O programa poderá funcionar como um mediador da alfabetização bíblica entre as gerações mais jovens de telespectadores não religiosos.
Em dezembro de 2009, um artigo publicado no jornal do Vaticano L’Osservatore Romano , elogiou os Simpsons pela sua maneira "realista" de lidar com a religião.
A família Simpson, contudo, aparece frequentando, aos domingos,  uma igreja fictícia - o "Ramo Ocidental do Presbiteluteranismo da Reforma Americana"  assim identificada no episódio "O Pai, o Filho, e a Santa Estrela Convidada". Isto é geralmente interpretado como representando a multiplicidade de tradições protestantes americanas em geral e não uma denominação específica.
O episódio "O terno de macaco" retrata Ned Flanders com a campanha "contra a evolução". Porém, Lisa Simpson, explica que ela respeita a sua crença no criacionismo, mas esclarece que não deveria ser ensinada nas escolas por não ser uma explicação científica.

## Atitudes de caráter
Maior parte da cidade, incluindo a família Simpson, vão à igreja aos domingos,  um hábito comum entre os habitantes. Os personagens mais religiosos do show são Ned Flanders e o Reverendo Timothy Lovejoy. Flanders, um graduado da Oral Roberts University, é um cristão ultraconservador e parece expressar pouca tolerância para outras religiões e sexualidades, alegando que eles são todos hedonistas, e aqueles que seguem esse estilo de vida  vão para o inferno. Ned geralmente tem uma visão positiva da vida e não sai de sua maneira de expressar sua intolerância. Embora Homer frequente a igreja, sido batizado e tido mesmo conversas com Deus, ele indicou, em numerosas ocasiões, que não é religioso. Por exemplo, em The Simpsons Movie, antes de entrar na igreja, ele diz, "Relax, esses idiotas piedosos estão muito ocupados falando com seu Deus baloney-falso." [carece de fontes?] Lisa Simpson foi retratada como cristã no episódio da segunda temporada "Homer vs Lisa e o 8º Mandamento", no entanto ela diz ser budista secular, embora compareça à igreja.

## Divindades
Deus se manifestou várias vezes - com uma mão distintamente com cinco dedos (em comparação a outros personagens que só possuem quatro dedos) - vigiando, e por vezes interagindo com os personagens do programa (geralmente com Ned Flanders ou Homer). A divindade hindu Vishnu é localizada no centro da terra, controlando o mundo com alavancas numerosas. Há também inúmeras referências ao deus hindu Ganesh, principalmente por Homer quando conversa com Apu. Em vários episódios, Jesus é retratado como um homem com uma longa barba castanha e roupas brancas, principalmente quando Homer é enviado para o céu. Na introdução de "Treehouse of Horror XVI", Kang e Kodos avançam em um jogo de beisebol até a terra que torna-se em um vácuo gigante que suga todo o universo; antes de tudo se transformar em um vazio branco, Deus (tem uma aparência muito semelhante à Jesus) detém-se sobre a as bordas da tela antes de ele também ser sugado.

## The Western Branch of American Reform Presbylutheranism
The Western Branch of American Reform Presbylutheranism ("Ramo Ocidental do Presbiteluteranismo da Reforma Americana" , um cruzamento entre o presbiterianismo e Luteranismo) é a religião protestante de ficção cristã que prega Rev. Lovejoy na Primeira Igreja de Springfield. A igreja é o principal lugar de culto da cidade, embora não seja a única igreja de Springfield (AME - Metodista Episcopal, Católica e igrejas episcopais também existem). O nome incomum específico é uma paródia das igrejas protestantes reformadas ramificando-se em outras denominações e movimentos.  Há um episódio da série em que Homer, ao passar por situação difícil, diz: "Não  sou um homem que reza, mas por favor me salve, Superhomem!"
Lovejoy é um membro do clero de Presbiteluteranismo. A denominação, com sede em Michigan City, é liderada por "Sua Santidade, o Parson", que também é o chefe eleito do Congresso Nacional dos Diáconos. No episódio ''Pulpit Friction''  da vigésima quarta temporada Homer se torna um diácono da igreja, ordenado pelo Reverendo Hooper.
O Cisma de Lourdes em 1573 marcou o Presbiteluteranismo, dividindo-se oficialmente da Igreja Católica Romana sobre o direito de frequentar a igreja com os cabelos molhados. Esse direito já foi abolido.
A igreja ainda permanece em desacordo com o catolicismo (mesmo que eles terem parado de brigar um com o outro). O Rev. Lovejoy tem uma rivalidade com uma igreja Episcopal local, ele se envolve numa briga com um padre católico depois de uma troca de hostilidades. 

## Movimentarianos
Os Movimentarianos é um culto de lavagem cerebral, em que por um breve tempo foram enredados muitos dos cidadãos de Springfield no episódio "The Joy of Sect", que obrigava a população a repartir as suas poupanças e as suas casas e depois trabalharem colhendo feijão. Os Movimentarianos são liderados por uma figura misteriosa conhecida apenas como "líder" que promete levá-los para um planeta chamado Blisstonia por uma nave espacial, mas na verdade esta "nave espacial" é um avião movido a pedal. O "líder" tenta sair com o dinheiro de todos, mas ele não voa muito longe, batendo em um pátio.

## Judaísmo
Springfield é o lar de uma pequena comunidade judaica, ainda ativa: Entre os seus membros , é incluindo Krusty e o seu pai Krustofsky, (um aposentado e velho judeu que é um amigo de Abe Simpson).

## Episódios religiosos
Listados abaixo são exemplos de episódios significativamente religiosos.
- "Homer vs. Lisa and the 8th Commandment" (segunda temporada, 1991) - Dedicado ao cristianismo.
- "Like Father, Like Clown" (a terceira temporada, 1991) - Dedicado ao Judaísmo.
- "Homer the Heretic" (quarta temporada, 1992) - dedicado ao cristianismo e a fé.
- "Bart Sells His Soul" (sétima temporada, 1995) - Dedicado à existência da alma.
- "In Marge We Trust" (oitava temporada, 1997) - Marge se torna conselheira espiritual e ajuda ao reverendo.
- "Lisa the Skeptic" (nona temporada, 1997) - Dedicado a fé, a crença dos anjos, e o Dia do Julgamento.
- "The Joy of Sect" (nona temporada, 1998) - Dedicado a seitas e cultos.
- "Simpsons Bible Stories" (décima temporada, 1999) - Dedicado ao Judaísmo e Cristianismo.
- "Faith Off" (temporada onze, 2000) - Dedicado a cura pela fé.
- "I'm Goin' to Praiseland" (décima terceira, 2001) - cujo Maude Flanders vira santa e começa a operar milagres.
- "Pray Anything" (décima quarta temporada, 2003) - dedicado ao cristianismo.
- "Today I am A Klown" (décima quinta temporada, 2003) - Dedicado ao Judaísmo.
- "She of Little Faith" (Décima terceira temporada, 2001) - Dedicado ao Budismo.

{\displaystyle \bullet }"Homer e Ned Hail Mary Pass" (décima sexta temporada, 2005) - dedicado ao cristianismo.
- "Thank God, It's Doomsday" (décima sexta temporada, 2005) - dedicado ao cristianismo e Dia do Julgamento.
- "The Father, the Son, and the Holy Guest Star" (décima sexta temporada, 2005) - dedicado ao catolicismo.
- "Simpsons Christmas Stories" (décima sétima temporada, 2005) - dedicado ao cristianismo.
- "The Monkey Suit" (décima sétima temporada, 2006) - dedicado ao criacionismo versus evolução.
- "Mypods and Boomsticks" (vigésima temporada, 2008) - dedicado ao Islã.
- "Gone Maggie Gone" (vigésima temporada, 2009) - dedicado ao catolicismo.
- "Rednecks and Broomsticks" (vigésima primeira temporada, 2009) - Dedicado à Wicca.
- "The Greatest Story Ever D'ohed" (vigésima primeira temporada, 2010) - Dedicado ao Judaísmo, Cristianismo e Islamismo.
- ''Pulpit Friction'' (Vigésima quarta temporada, 2013) - Dedicado ao protestantismo.
- "Clown in the Dumps" (Vigésima sexta temporada, 2014)  – Judaísmo e vida após a morte
- "My Way or the Highway to Heaven" (trigésima temporada, 2018)  – Cristianismo, ateísmo e budismo.
- "E My Sports" (Trigésima temporada, 2019)  – Budismo.
- "Todd, Todd, Why Hast Thou Forsaken Me?" (trigésima primeira temporada, 2019)  - Ateísmo e cristianismo.